# 獨立遊戲時代
《獨立遊戲時代》（英語：Indie Game: The Movie）是一部由加拿大電影製作人James Swirsky和Lisanne Pajot於2012年拍攝的紀錄片。這部片主要講述獨立遊戲開發者在開發遊戲過程中的奮鬥故事，包括Edmund McMillen和Tommy Refenes在開發《超級肉肉哥》時的經歷、Phil Fish在開發《Fez》時所面臨的挑戰，以及Jonathan Blow回顧他開發《時空幻境》的成功歷程。
在兩次成功的Kickstarter募資之後，製作團隊訪問了独立游戏社群中幾位知名的開發者。在錄製了超過300小時的素材後，Swirsky和Pajot決定將影片內容精簡，聚焦於這四位開發者的故事。他們之所以這樣做，是希望透過每個人的故事，呈現遊戲開發的「過去、現在與未來」。

## 簡介
這部紀錄片透過三款遊戲的故事，展現獨立遊戲開發者如何將個人情感融入作品。這三款遊戲分別是《時空幻境》、《超級肉肉哥》以及《菲斯》（Fez）。其中，《時空幻境》已於2008年推出，《超級肉肉哥》則在2010年上市（紀錄片拍攝時仍在開發階段），而《菲斯》則經歷了多年的開發地獄。

### 《時空幻境》——創作者的心路歷程
遊戲開發者喬納森・布羅（Jonathan Blow）回憶他在開發《時空幻境》時的想法。他希望這款遊戲能夠呈現自己內心最深處的缺陷與脆弱。他的創作歷程從單純的實驗，逐漸轉變為一場自我發現之旅。
遊戲上市後獲得極大好評，但布羅卻對外界的反應感到失望。他認為大多數玩家無法理解遊戲背後真正的訊息與主題，這讓他感到挫折。他曾試圖在論壇和部落格上發文，想引導玩家去挖掘遊戲的深層意涵，但這種行為反而讓他成為眾人取笑的對象，令他相當不自在。即便如此，《時空幻境》仍然是商業與評論上的雙贏之作。

### 《超級肉肉哥》——堅持理想與現實壓力的拉扯
艾德蒙・麥克米倫（Edmund McMillen）和湯米・雷菲內斯（Tommy Refenes）組成的Team Meat想要開發一款能讓玩家回憶童年遊戲樂趣的動作平台遊戲。他們不僅談到了自己的遊戲理念，也分享了過去的創作經驗。例如，麥克米倫曾開發一款名為《Aether》的遊戲，藉此表達自己童年時的孤獨感、緊張與被遺棄的恐懼。他也在紀錄片中解釋自己在設計關卡時，如何運用「無需文字教學，讓玩家透過遊玩學習」的方式來引導玩家。
開發約一年後，微软游戏找上門來，希望讓《超級肉肉哥》成為Xbox Live Arcade推出的「Game Feast」活動之一，但條件是團隊必須在一個月內完成遊戲。面對經濟壓力，Team Meat被迫接受這個挑戰，開發進入超級加班（Crunch Time）模式。這段期間，麥克米倫的婚姻受到影響，雷菲內斯的健康也亮起紅燈，他甚至因此失去了幾乎所有的社交生活。然而，家人的支持讓他得以堅持下去。
遊戲終於趕上了期限，但到了發售當天，Xbox Live的首頁上卻找不到遊戲，這讓雷菲內斯相當沮喪，他擔心銷量會因此受到影響。幸好，遊戲最終還是順利上架，並在24小時內賣出2萬套，甚至銷量超越《時空幻境》。麥克米倫對於遊戲的成功感到驚喜，也被玩家的熱烈反應所感動。而雖然雷菲內斯表面上仍顯得冷漠且疲憊，但當他看到玩家開心遊玩的影片時，還是露出了笑容。《超級肉肉哥》最終突破百萬銷量，讓兩位開發者終於獲得了財務上的安全感。

### 《菲斯》——完美主義與開發困境
獨立遊戲公司Polytron的開發者菲爾・費許（Phil Fish）與雷諾・貝達德（Renaud Bédard），當時已經進入《菲斯》開發的第四年。這款遊戲早在2008年的独立游戏节上曝光，讓費許成為「獨立遊戲界的明星」，但此後卻鮮少有新消息釋出。長時間的開發，使得外界對遊戲的進度產生疑問，甚至讓人懷疑這款遊戲是否能夠真正完成。
費許在紀錄片中坦承，自己的完美主義讓開發進度一再延誤，甚至到了失去對遊戲好壞的判斷。他還提到，自己已經無法想像做其他工作，因為《菲斯》幾乎成為了他的全部人生。
在PAX游戏展前夕，Polytron仍面臨巨大的壓力，因為費許的前商業夥伴尚未簽署分手協議，這可能會導致遊戲無法正式展出。費許因此經歷了嚴重的焦慮發作，甚至一度擔心整個計畫會胎死腹中。
即便如此，《菲斯》的展覽攤位仍順利設置，但現場卻出現不少技術問題，遊戲頻繁當機或凍結，讓費許不得不不斷重啟遊戲。然而，玩家似乎並不在意這些問題，依舊對遊戲充滿興趣。最後，PAX主辦人杰瑞·霍金斯也對遊戲表示興奮與期待，讓費許感到欣慰。
在展覽接近尾聲時，Polytron的新合夥人Ken Schachter告訴費許，他已經與前合夥人談妥協議，問題終於獲得解決。這讓費許鬆了一口氣，並承諾會繼續完成遊戲，最終《菲斯》在2012年正式發行。

### 紀錄片的收尾
影片的開場與結尾都由喬納森・布羅負責旁白，他強調獨立遊戲之所以與商業遊戲不同，是因為它們往往帶有開發者的缺陷與脆弱，使得遊戲更加個人化。在片尾字幕中，還穿插了許多當時正在開發中的獨立遊戲片段，象徵著這股獨立遊戲風潮仍在持續。

## 影評回應
這部電影從籌備階段開始，就在遊戲界引起了極大的關注。根据評論匯總网站爛番茄汇总的26篇评论文章，94%的评论家给予该作正面评价，平均打分为7.7分（满分10分）在Metacritic上，8位影評人共給予了73分的分數（滿分100分），這部電影獲得了「普遍好評」。
《G4》盛讚此片，表示：「《獨立遊戲時代》絕對值得一看，無論是遊戲產業的發行商、開發者，甚至是消費者都應該觀看。」
《Ain't It Cool News》也持相同看法，認為：「這部電影充滿了勝利、挫敗、淚水與歡笑。《獨立遊戲時代》是一部必看的紀錄片，無論你是不是玩家，或只是喜歡熱血勵志故事的人，都不該錯過。」
然而，該片也受到部分批評，主要是對Phil Fish前商業夥伴Jason DeGroot的片面描述。片中Fish將 DeGroot 形容為阻撓《Fez》開發的人，然而DeGroot本人既未在片中露面，也未接受訪談。此外，電影片尾字幕最初寫道：「他（DeGroot）拒絕參與拍攝。」但開發遊戲《Dyad》的Shawn McGrath在Twitter上指控這是「鬼扯」，並直言導演是「騙子」。
值得注意的是，Ken Schachter（本片中 Phil Fish 的新合作夥伴）也是本片的執行製片人。事件發生數天後，影片製作團隊默默更改片尾字幕，將DeGroot的說明改為：「我們未曾詢問他是否願意參與拍攝。」

### 獲獎
這部電影在2012年日舞影展榮獲 世界紀錄片最佳剪輯獎（World Cinema Documentary Editing Award）。
此外，《獨立遊戲時代》也被犹他影评人协会評選為最佳紀錄片（Best Documentary），並在 第 1 屆加拿大銀幕獎（Canadian Screen Awards）入圍最佳長篇紀錄片（Best Feature Length Documentary） 獎項。

## 發行
本片的製作團隊選擇了非傳統的發行方式，除了參與影展之外，還安排了特定戲院巡迴放映，並積極推動線上發行。最初，該片在iTunes和遊戲平台Steam上架，提供無DRM限制的數位下載版本，後續也陸續拓展至其他線上發行平台，甚至開放官網直接購買。導演團隊還特別在網路上分享了這種發行策略的成效。根據統計，該片超過50%的總營收來自於線上發行。
2013年11月30日，該片於英國第四台電視台首播，並與紀錄片《電子遊戲如何改變世界》（How Video Games Changed the World）一同播出。

## 特別版
2013年7月24日，《獨立遊戲時代》推出特別版。購買新版實體光碟的觀眾可獲得導演親筆簽名的三片DVD盒裝，內含電影標誌海報，以及由Edmund McMillen設計的額外包裝美術。
此外，製作團隊宣布特別版內容將以DLC形式提供給Steam用戶，也會推出全新的實體收藏版。這項決定引發不同反應，其中有人質疑「電影也能有DLC」的罕見做法。
無論是原版還是特別版，兩者在Steam上的評價依然維持正面。特別版新增超過100分鐘的短篇紀錄片內容，由James Swirsky與Lisanne Pajot製作，並包含Phil Fish、Edmund McMillen和Tommy Refenes在電影結束兩年後的後續發展。

### 後記
Phil的後記發生在《Fez》即將上市前的十個月，當時遊戲已經歷了五年的開發週期。他談論遊戲的成長、改進，以及在電影《獨立遊戲時代》事件發生後的收尾過程。影片中還收錄了Polytron在2012年獨立遊戲節大獎獲得獨立遊戲節大獎的畫面。
Edmund回顧《超級肉肉哥》發售後帶來的「改變人生」體驗，他談到自己如何持續努力開發遊戲，並不斷尋找新的創作靈感，讓自己保持活躍於遊戲開發領域。
Tommy則分享《超級肉肉哥》在Xbox Live與Steam上的成功如何讓他們達到一定程度的財務穩定。他與Edmund都表示，能夠靠遊戲開發來支持自己的家庭，讓他們感到十分欣慰與滿足。
特別版還收錄了額外的短篇紀錄片，探討其他獨立遊戲開發者的經驗，包括Jason Rohrer的《Passage》、Derek Yu的《Spelunky》，以及Steph Thirion的《Eliss》。此外，還有兩部短片聚焦於視覺藝術家David Hellman在《时空幻境》的美術設計上所做的主題性選擇，並收錄多部關於McMillen與Refenes早期作品（如《Tri-achnid》、《AVGM》和《Coil》）的訪談，分享他們的學習經驗、開發歷程與靈感來源。許多短片強調開發者的作品如何被市場接受，以及他們如何應對知名度帶來的各種挑戰。
其中，短片《Edmund & Teh Internets》、《Tommy & Teh Internets》與《Phil + Japan》探討三位開發者在成名後，如何在網路上維持專業形象。他們面臨的挑戰與《Braid》開發者Jonathan Blow在正片中經歷的情況相似，必須學習如何應對突然暴增的關注度。
特別版中還收錄了電影預告片、Phil Fish對《獨立遊戲時代》初次觀賞的感想、Edmund McMillen展示他們的官方《超級肉肉哥》周邊收藏，以及各種玩家寄來的手作禮物。此外，還包含Tommy Refenes在遊戲發售翌日的即時反思。
特別版中另有一部名為《GameJam》的短片，專門紀錄2013年於加州山景城舉辦的「TIGJam」（獨立遊戲開發馬拉松）。該活動由《Spelunky》開發者Derek Yu與其他獨立遊戲開發者共同主辦，內容聚焦於獨立遊戲開發社群，特別是TIGSource線上論壇的成員，分享他們對遊戲設計的熱情與創作靈感。

## 外部連結
- 官方网站
- 互联网电影数据库（IMDb）上《獨立遊戲時代》的资料（英文）
- 爛番茄上《獨立遊戲時代》的資料（英文）